# 尚徳王
尚 徳王（しょう とくおう、1441年（正統6年） - 1469年6月1日（成化5年4月22日））は、琉球王国の第一尚氏王統の第7代国王（在位1461年 - 1469年）。第6代琉球国王。第一尚氏王統最後の国王。神号は八幡按司、または世高王。尚泰久王の子。

## 生涯
尚徳は、尚泰久王の第三王子として1441年に生まれた。父王の薨去後、庶子でありながら長兄の金橋王子を退けて即位した。金橋王子の母は王妃であったが、謀反の嫌疑をかけられた護佐丸の娘であったことから、即位できなかったと見られている。翌年には、明から冊封を受けた。
マラッカに使者を派遣し交易を始め、市場を拡大させた。北は日本・朝鮮、南はマラッカ・シャムと琉球は中国交易を中心とした、大交易時代でもあった。
1466年に国王自ら2千の兵を率いて喜界島へ親征し、琉球王国の版図に加えた。国王自ら軍を率いて討伐に向かうのは、祖父の尚巴志王以来のことであった。この遠征の強行などの政策によって重臣の信頼を次第に失ったのが、死後の政変に繋がっていったと考えられている。その同年に芥隠承琥を使節として足利義政に送った。翌年、朝鮮にオウムや孔雀を贈った返礼として、方冊蔵経を贈られた。他に、安里八幡宮・神徳寺・天界寺を創建した。
1469年、29歳で薨去した。死後、金丸（後の尚円王）らのクーデターにより世子は殺害され、正室と側室の一族の多くが追放、ないしは殺害されたと言う。第一尚氏の忠臣の越来賢雄も討たれ、北山監守も離散するが、第一尚氏係累が尽く誅戮されたと言う訳ではなく、首里城直近にあった第一尚氏廟寺慈恩寺で親族が尚徳への泣哭を行っていたと言う記録もある。
那覇市識名には尚徳王御陵跡があり、大型石碑が建立される。

### 国笠ノロ伝説
『おもろさうし』巻十三・一〇九番と一八二番にある「国笠の親のろ」とは久高島のクニチャサ祝女の事を指す。久高島の伝承では、喜界島戦勝のみぎり、久高島参詣に出向いた尚徳が、島の外間村国笠ノロに就任した大里家の娘（伝承上もクニチャサと呼ばれている）に心を奪われ、寵愛のあまりに帰還を忘れ、その隙に首里でクーデターが起こったと言う。その後尚徳は皮肉にも自ら征服した喜界島に流されあるいは逃散し、そこで匿われて生涯を閉じたとも言われる（尚徳の陵墓跡は養育係であった安謝名の故地である那覇市識名にあるが、墓は所在不明である）。前述のとおり正室と側室の一族は多くが誅戮されたが、一説には大里家の娘（クニチャサ）との子供（もしくは喜界島征服後、臣従した現地有力者の娘との子供）が子孫として喜界島に隠遁したとも伝わる。いずれにせよ琉球王国の正史（世鑑・世譜・球陽）では先述のとおり1469年に薨去したとだけ書かれている。
この伝承は一部が現代まで琉球舞踊の組踊としても伝わっており、組踊の脚本と伝承が混淆している面はあると思われるが、首里に戻ろうとした尚徳が、途中行き合わせた漁船から金丸のクーデターを聞き、憤って海に身を投げて入水し、大里家の娘（クニチャサ）もガジュマルの木で後を追って縊死したとも伝わる。

## 系譜
- 父：尚泰久王
- 母：宮里阿護母志良礼
- 妃：具志川按司の娘
- 側室：屋比久按司の娘
  - 長男：尚志義（佐敷王子）
  - 次男：浦添王子
  - 三男：屋比久大屋子（後裔は雍氏・明氏（雍氏目取真家・明氏亀谷家）、『球陽』では次男とされる）
  - 四男：黄金子
  - 五男：江洲王子